# Voghiera

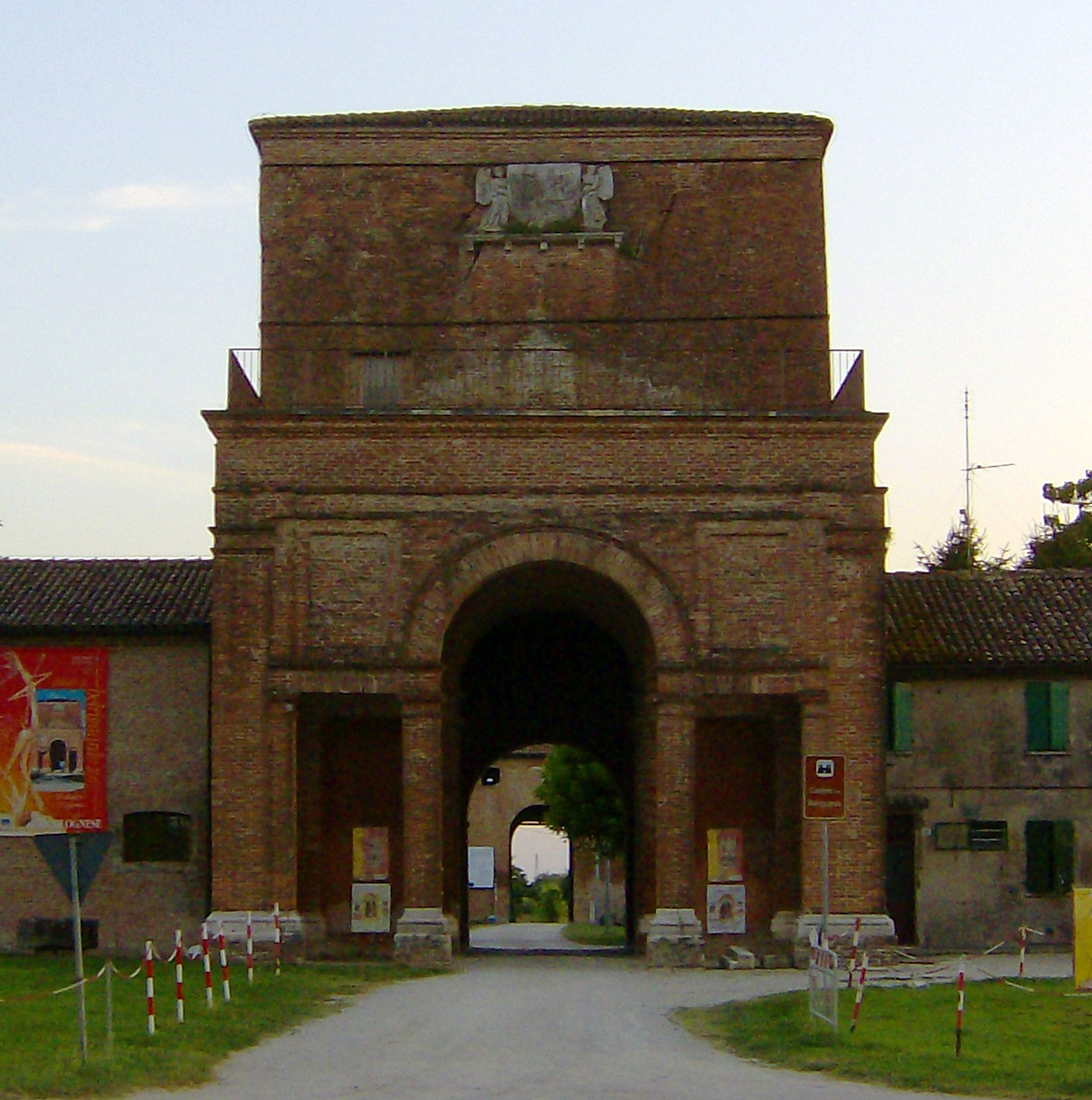
Bel Riguardo

Voghiera is een gemeente in de Italiaanse provincie Ferrara (regio Emilia-Romagna) en telt 3924 inwoners (31-12-2004). De oppervlakte bedraagt 40,5 km², de bevolkingsdichtheid is 99 inwoners per km².
De volgende frazioni maken deel uit van de gemeente: Ducentola, Gualdo, Montesanto, Voghenza.

## Demografie
Voghiera telt ongeveer 1608 huishoudens. Het aantal inwoners daalde in de periode 1991-2001 met 3,5% volgens cijfers uit de tienjaarlijkse volkstellingen van ISTAT.
| Jaar | Inwoneraantal |
| ---- | ------------- |
| 1991 | 4088          |
| 2001 | 3945          |

## Geografie
De gemeente ligt op ongeveer 7 meter boven zeeniveau.
Voghiera grenst aan de volgende gemeenten: Argenta, Ferrara, Masi Torello, Portomaggiore.